# Хозяин усадьбы Кырбоя
Хозяин усадьбы Кырбоя (эст. Kõrboja peremees — первый роман классика эстонской литературы Антона Хансена Таммсааре. Впервые опубликован в 1922 году таллинским издательством «Maa» (Земля/родина). Переведён на немецкий, финский, венгерский и другие европейские языки. Перевод на русский язык Ольги Наэль был издан в 1968 году издательством «Художественная литература», а также издательством «Ээсти раамат» (Eesti Raamat) в 1982 году.

## Критика
Фридеберт Туглас назвал роман лучшей книгой 1922 года. По мнению Хелене Сиймискер, это «первый роман Таммсааре, где писатель сумел добиться присущих и „Юдифи“ пленительной живости, пластичности и яркости художественных образов».

## Экранизации и театральные постановки
- «Хозяин усадьбы Кырбоя» — драма, 1937 год. Режиссёр-постановщик Андрес Сярев.
- «Хозяин усадьбы Кырбоя» — игровой фильм, 1979 год. Режиссёр Лейда Лайус.[5]
- «Хозяйка Кырбоя» — спектакль, 2016 год. Режиссёр-постановщик Валло Кирс.[6]